# Adoxophyes panurga
Adoxophyes panurga es una especie de polilla del género Adoxophyes, tribu Archipini, subfamilia Tortricinae.

## Distribución
Se distribuye por Indonesia.

## Taxonomía
Fue descrita por Razowski en 2013 y publicada en Acta Zoologica Cracoviensia 56: 53.